# Grand Grimoire
Grand Grimoire je crnomagijski grimorij koji navodno datira iz 1522. godine, iako je vjerojatno nastao tijekom 18. stoljeća. Smatra se da je prvo izdanje tiskano oko 1750. godine u Francuskoj, iako postoji vjerojatnost da je rukopis prvi put izdan još početkom 18. stoljeća.
U grimoriju se opisuju rituali, zazivi i način kako sklopiti pakt sa Sotonovim ministrom u paklu, Lucifugom Rofocalom. Djelo se sastoji iz dva dijela. U prvom dijelu navodi se zaziv Lucifugea Rofocala, a u drugom se opisuje Sanctum Regnum, odnosno ritual sklapanja sporazuma s vragom.
Tijekom ranog 19. stoljeća pojavila se nova verzija Grand Grimoirea pod nazivom Dragon rouge ("Crveni zmaj").
Ovo djelo preveo je na engleski 1898. A. E. Waite u knjizi Book of Black Magic and Pacts (kasnije naslovljena Book of Ceremonial Magic).